# Bedero Valcuvia
Pour les articles homonymes, voir Valcuvia.
Bedero Valcuvia est une commune italienne de la province de Varèse dans la région Lombardie en Italie.

## Toponyme
Provient du Lombard bedra: bouleau. La spécification se réfère à la ville voisine de Cuvio.

## Administration
| Période                                  | Période  | Identité          | Étiquette | Qualité |
| ---------------------------------------- | -------- | ----------------- | --------- | ------- |
| 8/06/2009                                | En cours | Carlo Paolo Galli |           | docteur |
| Les données manquantes sont à compléter. |          |                   |           |         |

### Hameaux
Cascina Marteghetta, Monte Scerrè

### Communes limitrophes
| Masciago Primo  |                 | Cunardo  |
| Rancio Valcuvia | Bedero Valcuvia | Valganna |
|                 | Brinzio         |          |